# Kostel svatého Vavřince (Stará Paka)
Kostel svatého Vavřince je římskokatolický orientovaný filiální, původně farní kostel ve Staré Pace. Je chráněn jako kulturní památka České republiky.

## Historie
Poprvé je zmiňován roku 1358 jako farní kostel. Po bitvě na Bílé hoře se z něj stal filiální kostel novopacké farnosti. Současný kostel byl postaven v letech 1754–1760 na místě menšího dřevěného kostela. Přestavěn a zvětšen byl v roce 1783. Sakristie byla roku 1859 pokryta břidlicí a věž oplechována, kostel byl zevnitř i z vnějšku opraven a vybílen. Vydlážděn byl kostel v roce 1890. V roce 1902 se stala Stará Paka farní expoziturou a roku 1905 samostatnou farností. Další opravy kostele proběhly roku 1962 a roku 1978, kdy byla loď pokryta hliníkovou krytinou.
V letech 1962 - 1998 zde působil R.D. Alois Stria (21.6. 1920 - 19.6. 1998). Po jeho smrti sem začali dojíždět duchovní z Nové Paky. 1. ledna 2008 byla farnost Stará Paka sloučena s farností Nová Paka a kostel se stal opět filiálním.

## Architektura
Jednolodní stavba s pravoúhlým přesbytářem, se sakristií v ose. Loď i presbytář jsou zaklenuty zrcadlovou klenbou. Věž na západní straně, která v roce 1811 shořela, byla znovu postavena roku 1821. Věžní hodiny jsou z roku 1826.

## Interiér
Iluzivní malovaná architektura hlavního oltáře a obraz patrona kostela sv. Vavřince jsou dílem Josefa Kramolína. Boční oltáře z roku 1810 jsou zasvěcené sv. Janu Nepomuckému a Panně Marii, obrazy na nich jsou dílem Václav Kretschmera.

## Varhany
Varhany jsou z roku 1826.

## Bohoslužby
Bohoslužby se konají v neděli v 7.30 a ve čtvrtek v 17.00 (v době letního času v 18.00).